# Thomas G. Paterson
Thomas Graham Paterson (* 4. März 1941 in Oregon City, Oregon) ist ein US-amerikanischer Historiker und Spezialist für die US-Außenpolitik, speziell zu Kuba.
Paterson legte den BA in Geschichte 1963 an der University of New Hampshire ab, den MA 1964 und den PhD 1968 an der University of California, Berkeley. Er lehrte an der University of Connecticut von 1967 bis 1997. 
Paterson hat für das The Journal of American History, The New England Journal of History, Diplomatic History, New England Quarterly und American Historical Review geschrieben. Er ist Mitglied in der American Historical Association, der Organization of American Historians, New England Historical Association, der Society for Historians of American Foreign Relations (SHAFR, dort Präsident 1987).
Paterson hat zu Kuba gezeigt, dass die USA die Ablehnung des Diktators Batista nicht erkannt haben. Darin lag die Grundlage für den Erfolg Castros, der von den USA kaum verstanden wurde. 

## Schriften
- Soviet-American Confrontation: Postwar Reconstruction and the Origins of the Cold War, 1976[1]
- American foreign policy: A history, 2 Bde., 1977 u. ö., ISBN 978-066994698-7
- Meeting the communist threat : Truman to Reagan, 1988, ISBN 978-0-19-504532-1
- Kennedy’s quest for victory : American foreign policy, 1961–1963, 1989, ISBN 978-0-19504584-0
- Contesting Castro : the United States and the triumph of the Cuban Revolution, 1994, ISBN 978-0-19508630-0
- (Mithg.): Encyclopedia of U.S. Foreign Relations, 5 Bde., 1997, ISBN 978-0195110555
- Explaining the History of American Foreign Relations, 2012, ISBN 9781139129107

## Einzelbelege
1. ↑  Thomas H. Etzold: Soviet-American Relations - Thomas G. Paterson: Soviet-American Confrontation: Postwar Reconstruction and the Origins of the Cold War. (Baltimore, Md.: The Johns Hopkins University Press, 1973. Pp. 287.). In: The Review of Politics. Band 37, Nr. 2, April 1975, ISSN 1748-6858, S. 263–264, doi:10.1017/S0034670500023329 (cambridge.org [abgerufen am 27. Juni 2022]).

| Personendaten    | Personendaten                |
| ---------------- | ---------------------------- |
| NAME             | Paterson, Thomas G.          |
| ALTERNATIVNAMEN  | Paterson, Thomas Graham      |
| KURZBESCHREIBUNG | US-amerikanischer Historiker |
| GEBURTSDATUM     | 4. März 1941                 |
| GEBURTSORT       | Oregon City (Oregon)         |